# Olimpiai negyedik helyezett magyar sportolók listája
Magyarország olimpiai negyedik helyezettjei azok a sportolók, akik a nyári vagy téli olimpiai játékokon a magyar csapat tagjaként a negyedik helyen végeztek.
A magyar versenyzők a nyári olimpiai játékokon 177 darab, a téli olimpiai játékokon 5 darab negyedik helyezést értek el.
| Ábécé szerinti tartalomjegyzék                                                                           |
| --- |
| A, Á B C Cs D Dz Dzs E, É F G Gy H I, Í J K L Ly M N Ny O, Ó Ö, Ő P Q R S Sz T Ty U, Ú Ü, Ű V W X Y Z Zs |

## A, Á
| Ács Ilona      | 1936, Berlin         | úszás     | női 4 × 100 m gyorsváltó |  |
| Alker Imre     | 1968, Mexikóváros    | birkózás  | férfi kötöttfogás, 52 kg |  |
| Andrásfi Tibor | 2024, Párizs         | vívás     | férfi párbajtőr egyéni   |  |
| Angyal Dániel  | 2024, Párizs         | vízilabda | férfi torna              |  |
| Angyal Éva     | 1980, Moszkva        | kézilabda | női torna                |  |
| Antal Dóra     | 2012, London         | vízilabda | női torna                |  |
| Antal Dóra     | 2016, Rio de Janeiro | vízilabda | női torna                |  |
| Antal Márta    | 1968, Mexikóváros    | atlétika  | női gerelyhajítás        |  |

## B
| Balczó András   | 1960, Róma           | öttusa                     | férfi egyéni               |                 |
| Balogi András   | 1980, Moszkva        | lovaglás                   | díjugratás csapat          |                 |
| Bácskai Sára    | 2018, Phjongcshang   | rövidpályás gyorskorcsolya | női 3000 m, váltó          |                 |
| Bánfalvi Klára  | 1948, London         | kajak-kenu                 | női kajak egyes 500 m      |                 |
| Bánrévi Imre    | 1976, Montreal       | torna                      | férfi összetett csapat     | [ halott link ] |
| Bányai Márk     | 2024, Párizs         | vízilabda                  | férfi torna                |                 |
| Bárány Árpád    | 1960, Róma           | vívás                      | férfi párbajtőr csapat     |                 |
| Bárány István   | 1928, Amszterdam     | úszás                      | férfi 4 × 200 m gyorsváltó |                 |
| Bardi Gyöngyi   | 1976, Montreal       | röplabda                   | női torna                  |                 |
| Bardi Gyöngyi   | 1980, Moszkva        | röplabda                   | női torna                  |                 |
| Baronyi András  | 1912, Stockholm      | úszás                      | férfi 100 m hát            |                 |
| Bartalis Kálmán | 1936, Berlin         | lovaspóló                  | férfi                      |                 |
| Bartalos Béla   | 1980, Moszkva        | kézilabda                  | férfi torna                |                 |
| Bartha László   | 1948, London         | atlétika                   | férfi 4 × 100 m váltófutás |                 |
| Bátorfi Csilla  | 2000, Sydney         | asztalitenisz              | női páros                  |                 |
| Benda Antal     | 1936, Berlin         | kézilabda                  | férfi torna                |                 |
| Benedek Gábor   | 1956, Melbourne      | öttusa                     | férfi csapat               |                 |
| Benedek Tibor   | 1996, Atlanta        | vízilabda                  | férfi torna                |                 |
| Berty László    | 1912, Stockholm      | vívás                      | férfi tőr egyéni           |                 |
| Berzsenyi Mária | 1980, Moszkva        | kézilabda                  | női torna                  |                 |
| Bethlen István  | 1936, Berlin         | lovaspóló                  | férfi                      |                 |
| Betlehem Dávid  | 2024, Párizs         | úszás                      | férfi 1500 m gyors         |                 |
| Bíró Ágnes      | 1936, Berlin         | úszás                      | női 4 × 100 m gyorsváltó   |                 |
| Bíró Imre       | 1988, Szöul          | kézilabda                  | férfi torna                |                 |
| Bíró László     | 1988, Szöul          | birkózás                   | férfi szabadfogás, 52 kg   |                 |
| Biszku Éva      | 1976, Montreal       | röplabda                   | női torna                  |                 |
| Biszku Zsuzsa   | 1976, Montreal       | röplabda                   | női torna                  |                 |
| Boksay Zsuzsa   | 1980, Moszkva        | kosárlabda                 | női torna                  |                 |
| Bloberk Éva     | 1980, Moszkva        | kosárlabda                 | női torna                  |                 |
| Boczkó Gábor    | 2008, Peking         | vívás                      | férfi párbajtőr egyéni     |                 |
| Bódi Bernadett  | 2008, Peking         | kézilabda                  | női torna                  |                 |
| Bódi Jenő       | 1988, Szöul          | birkózás                   | férfi kötöttfogás, 62 kg   |                 |
| Bódy János      | 1956, Melbourne      | öttusa                     | férfi csapat               |                 |
| Bodor Ödön      | 1908, London         | atlétika                   | férfi 800 m síkfutás       |                 |
| Bolonyai Flóra  | 2012, London         | vízilabda                  | női torna                  |                 |
| Bonyhádi Klára  | 1980, Moszkva        | kézilabda                  | női torna                  |                 |
| Borbás Rita     | 2008, Peking         | kézilabda                  | női torna                  |                 |
| Bordás József   | 1988, Szöul          | kézilabda                  | férfi torna                |                 |
| Boros Katalin   | 1960, Róma           | úszás                      | női 4 × 100 m gyorsváltó   |                 |
| Boros Péter     | 1932, Los Angeles    | torna                      | férfi összetett csapat     |                 |
| Bozó Éva        | 1980, Moszkva        | kézilabda                  | női torna                  |                 |
| Bökfi János     | 1988, Szöul          | súlyemelés                 | férfi 100 kg               |                 |
| Brávik Fruzsina | 2008, Peking         | vízilabda                  | női torna                  |                 |
| Budai Piroska   | 1980, Moszkva        | kézilabda                  | női torna                  |                 |
| Bujka Barbara   | 2012, London         | vízilabda                  | női torna                  |                 |
| Bujka Barbara   | 2016, Rio de Janeiro | vízilabda                  | női torna                  |                 |
| Busa István     | 1992, Barcelona      | vívás                      | férfi tőr csapat           |                 |

## C
| Crettier Rezső     | 1900, Párizs         | atlétika  | férfi súlylökés    |  |
| Czene Attila       | 2000, Sydney         | úszás     | férfi 200 m vegyes |  |
| Cziráki Ferenc     | 1936, Berlin         | kézilabda | férfi torna        |  |
| Czigány Dóra       | 2012, London         | vízilabda | női torna          |  |
| Czigány Dóra       | 2016, Rio de Janeiro | vízilabda | női torna          |  |
| Czvikovszky Ferenc | 1960, Róma           | vívás     | férfi tőr csapat   |  |

## Cs
| Csabai Dóra       | 2012, London         | vízilabda  | női torna                  |  |
| Csabai Dóra       | 2016, Rio de Janeiro | vízilabda  | női torna                  |  |
| Csapó Gabriella   | 1976, Montreal       | röplabda   | női torna                  |  |
| Csapó Gabriella   | 1980, Moszkva        | röplabda   | női torna                  |  |
| Csányi György     | 1948, London         | atlétika   | férfi 4 × 100 m váltófutás |  |
| Császár Gábor     | 2004, Athén          | kézilabda  | férfi torna                |  |
| Császár Gábor     | 2012, London         | kézilabda  | férfi torna                |  |
| Császár Mónika    | 1972, München        | torna      | női gerenda                |  |
| Csatári József    | 1972, München        | birkózás   | férfi kötöttfogás, 100 kg  |  |
| Cséfay Sándor     | 1936, Berlin         | kézilabda  | férfi torna                |  |
| Cseh László       | 2004, Athén          | úszás      | férfi 200 m vegyes         |  |
| Cseresnyés László | 1980, Moszkva        | lovaglás   | lovastusa csapat           |  |
| Csicsai Ottó      | 1988, Szöul          | kézilabda  | férfi torna                |  |
| Csipes Tamara     | 2020, Tokió          | kajak-kenu | női kajak kettes 500 m     |  |
| Csizmadia Kolos   | 2020, Tokió          | kajak-kenu | férfi kajak egyes 200 m    |  |
| Csordás György    | 1948, London         | úszás      | férfi 1500 m gyors         |  |

## D
| Dala Tamás         | 1996, Atlanta     | vízilabda     | férfi torna              |                 |
| Diaz Ivo           | 2004, Athén       | kézilabda     | férfi torna              |                 |
| Dienes-Öhm Tivadar | 1936, Berlin      | lovaspóló     | férfi                    |                 |
| Doleschall András  | 1980, Moszkva     | sportlövészet | férfi futóvadlövészet    |                 |
| Donáth Ferenc      | 1976, Montreal    | torna         | férfi gyűrű              |                 |
| Donáth Ferenc      | 1976, Montreal    | torna         | férfi összetett csapat   | [ halott link ] |
| Doncsecz József    | 1972, München     | birkózás      | férfi kötöttfogás, 52 kg |                 |
| Donogán István     | 1932, Los Angeles | atlétika      | férfi diszkoszvetés      |                 |
| Drávucz Rita       | 2008, Peking      | vízilabda     | női torna                |                 |
| Drávucz Rita       | 2012, London      | vízilabda     | női torna                |                 |

## E, É
| Eichler Katalin | 1976, Montreal  | röplabda | női torna                |  |
| Egervári Márta  | 1976, Montreal  | torna    | női összetett csapat     |  |
| Erdélyi Éva     | 1964, Tokió     | úszás    | női 4 × 100 m gyorsváltó |  |
| Erdős Sándor    | 1976, Montreal  | vívás    | férfi párbajtőr csapat   |  |
| Énekes Emőke    | 1976, Montreal  | röplabda | női torna                |  |
| Énekes Emőke    | 1980, Moszkva   | röplabda | női torna                |  |
| Érsek Zsolt     | 1992, Barcelona | vívás    | férfi tőr csapat         |  |

## F
| Farkas Árpád        | 1976, Montreal  | torna         | férfi összetett csapat     | [ halott link ] |
| Farkas József       | 1980, Moszkva   | birkózás      | férfi kötöttfogás, +100 kg |                 |
| Fazekas Nándor      | 2004, Athén     | kézilabda     | férfi torna                |                 |
| Fazekas Nándor      | 2012, London    | kézilabda     | férfi torna                |                 |
| Fekete Gergő        | 2024, Párizs    | vízilabda     | férfi torna                |                 |
| Fenyvesi Csaba dr.  | 1972, München   | vívás         | férfi tőr csapat           |                 |
| Fenyvesi Csaba dr.  | 1976, Montreal  | vívás         | férfi párbajtőr csapat     |                 |
| Ferjancsik Domonkos | 2000, Sydney    | vívás         | férfi kard egyéni          |                 |
| Ferling Bernadett   | 2008, Peking    | kézilabda     | női torna                  |                 |
| Fodor János         | 1980, Moszkva   | kézilabda     | férfi torna                |                 |
| Fodor János         | 1988, Szöul     | kézilabda     | férfi torna                |                 |
| Fodor Miklós        | 1936, Berlin    | kézilabda     | férfi torna                |                 |
| Fodor Rajmund       | 1996, Atlanta   | vízilabda     | férfi torna                |                 |
| Fórián Éva          | 1992, Barcelona | sportlövészet | női sportpuska összetett   |                 |
| Frank Mária         | 1960, Róma      | úszás         | női 4 × 100 m gyorsváltó   |                 |
| Frigyes Dezső       | 1936, Berlin    | ökölvívás     | pehelysúly                 | [ halott link ] |
| Fülöp Mihály        | 1960, Róma      | vívás         | férfi tőr csapat           |                 |

## G
| Gábor Tamás     | 1960, Róma           | vívás        | férfi párbajtőr csapat     |  |
| Gajdos Ágnes    | 1976, Montreal       | röplabda     | női torna                  |  |
| Galgóczi Lőrinc | 1936, Berlin         | kézilabda    | férfi torna                |  |
| Gál Gyula       | 2004, Athén          | kézilabda    | férfi torna                |  |
| Gál Henrik      | 1976, Montreal       | birkózás     | férfi szabadfogás, 52 kg   |  |
| Gangl Edina     | 2012, London         | vízilabda    | női torna                  |  |
| Gangl Edina     | 2016, Rio de Janeiro | vízilabda    | női torna                  |  |
| Garda Krisztina | 2016, Rio de Janeiro | vízilabda    | női torna                  |  |
| Gátai Róbert    | 1992, Barcelona      | vívás        | férfi tőr csapat           |  |
| Gécsek Tibor    | 1992, Barcelona      | atlétika     | férfi kalapácsvetés        |  |
| Gedővári Imre   | 1976, Montreal       | vívás        | férfi kard csapat          |  |
| Gerlach József  | 1956, Melbourne      | műugrás      | férfi toronyugrás          |  |
| Gerő Ferenc     | 1924, Párizs         | atlétika     | férfi 4 × 100 m váltófutás |  |
| Goldoványi Béla | 1948, London         | atlétika     | férfi 4 × 100 m váltófutás |  |
| Gönczy Lajos    | 1904, St. Louis      | atlétika     | férfi magasugrás           |  |
| Görbicz Anita   | 2008, Peking         | kézilabda    | női torna                  |  |
| Gregurich Amon  | 1900, Párizs         | vívás        | férfi kard egyéni          |  |
| Grimm János     | 1924, Párizs         | kerékpározás | férfi tandem               |  |
| Grózner István  | 1980, Moszkva        | lovaglás     | lovastusa csapat           |  |
| Gubányi Ernő    | 1980, Moszkva        | kézilabda    | férfi torna                |  |
| Gulyás Ildikó   | 1980, Moszkva        | kosárlabda   | női torna                  |  |
| Gulyás Péter    | 2012, London         | kézilabda    | férfi torna                |  |
| Guzi Blanka     | 2024, Párizs         | öttusa       | női egyéni öttusa          |  |
| Güttler Károly  | 1996, Atlanta        | úszás        | férfi 100 m mell           |  |

## Gy
| Gyarmati Andrea  | 1972, München | úszás     | női 4 × 100 m gyorsváltó       |  |
| Gyöngyösi András | 1996, Atlanta | vízilabda | férfi torna                    |  |
| Györe Anett      | 2008, Peking  | vízilabda | női torna                      |  |
| Győrvári Gyöngyi | 1980, Moszkva | kézilabda | női torna                      |  |
| Győry Károly     | 1936, Berlin  | evezés    | férfi kormányos nélküli kettes |  |
| Gyuricza József  | 1960, Róma    | vívás     | férfi tőr csapat               |  |
| Gyurka János     | 1988, Szöul   | kézilabda | férfi torna                    |  |
| Gyurta Dániel    | 2012, London  | úszás     | férfi 100 m mell               |  |

## H
| Hajba Antal      | 1964, Tokió        | kajak-kenu                 | férfi kenu kettes 1000 m |                 |
| Hammang Ferenc   | 1976, Montreal     | vívás                      | férfi kard csapat        |                 |
| Hámos Mária      | 1928, Amszterdam   | torna                      | női összetett csapat     |                 |
| Hárai Balázs     | 2024, Párizs       | vízilabda                  | férfi torna              |                 |
| Hargitay András  | 1976, Montreal     | úszás                      | férfi 400 m vegyes       |                 |
| Hargitay András  | 1980, Moszkva      | úszás                      | férfi 400 m vegyes       |                 |
| Harsányi Gergely | 2004, Athén        | kézilabda                  | férfi torna              |                 |
| Harsányi Gergely | 2012, London       | kézilabda                  | férfi torna              |                 |
| Harsányi Vera    | 1936, Berlin       | úszás                      | női 4 × 100 m gyorsváltó |                 |
| Hartmann Cecília | 1956, Melbourne    | kajak-kenu                 | női kajak egyes 500 m    |                 |
| Hegedűs József   | 1932, Los Angeles  | torna                      | férfi összetett csapat   |                 |
| Heidum Bernadett | 2018, Phjongcshang | rövidpályás gyorskorcsolya | női 3000 m, váltó        |                 |
| Hennyey Aranka   | 1928, Amszterdam   | torna                      | női összetett csapat     |                 |
| Herr Orsolya     | 2008, Peking       | kézilabda                  | női torna                |                 |
| Herpich Rudolfné | 1928, Amszterdam   | torna                      | női összetett csapat     |                 |
| Hevesi Barnabás  | 1980, Moszkva      | lovaglás                   | díjugratás csapat        |                 |
| Hódos Imre       | 1956, Melbourne    | birkózás                   | férfi kötöttfogás, 57 kg |                 |
| Hoffman László   | 1988, Szöul        | kézilabda                  | férfi torna              |                 |
| Hollósi Géza     | 1964, Tokió        | birkózás                   | férfi kötöttfogás, 87 kg | [ halott link ] |
| Hollósy Katalin  | 1972, München      | kajak-kenu                 | női kajak kettes 500 m   |                 |
| Hormay Adrien    | 1996, Atlanta      | vívás                      | női párbajtőr csapat     |                 |
| Hornyák Ágnes    | 2008, Peking       | kézilabda                  | női torna                |                 |
| Horváth Klára    | 1980, Moszkva      | kézilabda                  | női torna                |                 |
| Horváth Patrícia | 2008, Peking       | vízilabda                  | női torna                |                 |
| Hosszú Katinka   | 2012, London       | úszás                      | női 400 m vegyes         |                 |
| Huszár Erika     | 2006, Torino       | rövidpályás gyorskorcsolya | női 1500 m               | [ halott link ] |

## I, Í
| Illés Anna      | 2016, Rio de Janeiro | vízilabda | női torna   |  |
| Ilyés Ferenc    | 2004, Athén          | kézilabda | férfi torna |  |
| Ilyés Ferenc    | 2012, London         | kézilabda | férfi torna |  |
| Ivancsik Mihály | 1988, Szöul          | kézilabda | férfi torna |  |
| Iváncsik Gergő  | 2004, Athén          | kézilabda | férfi torna |  |
| Iváncsik Gergő  | 2012, London         | kézilabda | férfi torna |  |

## J
| Jánosi Zsuzsa    | 1980, Moszkva      | röplabda                   | női torna         |  |
| Jánosi Zsuzsa    | 1988, Szöul        | vívás                      | női tőr egyéni    |  |
| Jánosi Zsuzsa    | 1996, Atlanta      | vívás                      | női tőr csapat    |  |
| Jánovszki László | 1980, Moszkva      | kézilabda                  | férfi torna       |  |
| Jansik Szilárd   | 2024, Párizs       | vízilabda                  | férfi torna       |  |
| Jászapáti Petra  | 2018, Phjongcshang | rövidpályás gyorskorcsolya | női 3000 m, váltó |  |
| Jegenyés Alpár   | 1980, Moszkva      | kézilabda                  | férfi torna       |  |
| Juhász Ágnes     | 1976, Montreal     | röplabda                   | női torna         |  |

## K
| Kaczander Ágnes   | 1972, München        | úszás                      | női 100 m mell             |                 |
| Kádas Géza        | 1948, London         | úszás                      | férfi 400 m gyors          |                 |
| Kael Anna         | 1928, Amszterdam     | torna                      | női összetett csapat       |                 |
| Kammerer Zoltán   | 2008, Peking         | kajak-kenu                 | férfi kajak kettes 500 m   |                 |
| Kammerer Zoltán   | 2008, Peking         | kajak-kenu                 | férfi kajak kettes 1000 m  |                 |
| Kamuti Jenő       | 1960, Róma           | vívás                      | férfi tőr csapat           |                 |
| Kamuti Jenő       | 1972, München        | vívás                      | férfi tőr csapat           |                 |
| Kamuti László     | 1960, Róma           | vívás                      | férfi tőr csapat           |                 |
| Kamuti László     | 1972, München        | vívás                      | férfi tőr csapat           |                 |
| Kapás Boglárka    | 2016, Rio de Janeiro | úszás                      | női 400 m gyors            |                 |
| Kapás Boglárka    | 2020, Tokió          | úszás                      | női 200 m pillangó         |                 |
| Kárpáti Károly    | 1928, Amszterdam     | birkózás                   | férfi kötöttfogás, 60 kg   |                 |
| Kásás Tamás       | 1996, Atlanta        | vízilabda                  | férfi torna                |                 |
| Kasó Orsolya      | 2016, Rio de Janeiro | vízilabda                  | női torna                  |                 |
| Kauser Jakab      | 1900, Párizs         | atlétika                   | férfi rúdugrás             |                 |
| Kausz István      | 1960, Róma           | vívás                      | férfi párbajtőr csapat     |                 |
| Kelemen Márta     | 1976, Montreal       | torna                      | női összetett csapat       |                 |
| Keleti Ágnes      | 1952, Helsinki       | torna                      | női gerenda                |                 |
| Kemecsei Imre     | 1964, Tokió          | kajak-kenu                 | férfi kajak négyes 1000 m  |                 |
| Kenderesi Tamás   | 2020, Tokió          | úszás                      | férfi 200 m pillangó       |                 |
| Kenyeres József   | 1980, Moszkva        | kézilabda                  | férfi torna                |                 |
| Keszler Andrea    | 2018, Phjongcshang   | rövidpályás gyorskorcsolya | női 3000 m, váltó          |                 |
| Keszthelyi Rita   | 2012, London         | vízilabda                  | női torna                  |                 |
| Keszthelyi Rita   | 2016, Rio de Janeiro | vízilabda                  | női torna                  |                 |
| Killermann Klára  | 1952, Helsinki       | úszás                      | női 200 m mell             |                 |
| Kiss Ágnes        | 2024, Párizs         | kajak-kenu                 | női kenu kettes 500 m      |                 |
| Kiss Lenke        | 1980, Moszkva        | kosárlabda                 | női torna                  |                 |
| Kiss Róbert       | 1992, Barcelona      | vívás                      | férfi tőr csapat           |                 |
| Kisteleki Dóra    | 2008, Peking         | vízilabda                  | női torna                  |                 |
| Kisteleki Hanna   | 2012, London         | vízilabda                  | női torna                  |                 |
| Kisteleki Hanna   | 2016, Rio de Janeiro | vízilabda                  | női torna                  |                 |
| Klampár Tibor     | 1988, Szöul          | asztalitenisz              | férfi egyes                |                 |
| Klauz László      | 1988, Szöul          | birkózás                   | férfi szabadfogás, 130 kg  |                 |
| Klauz László      | 1992, Barcelona      | birkózás                   | férfi kötöttfogás, 130 kg  | [ halott link ] |
| Knapek Edina      | 2008, Peking         | vívás                      | női tőr csapat             |                 |
| Kontra Zsolt      | 1980, Moszkva        | kézilabda                  | férfi torna                |                 |
| Kónya Zsófia      | 2018, Phjongcshang   | rövidpályás gyorskorcsolya | női 3000 m, váltó          |                 |
| Kopasz Bálint     | 2020, Tokió          | kajak-kenu                 | férfi kajak kettes 1000 m  |                 |
| Koppány János     | 1936, Berlin         | kézilabda                  | férfi torna                |                 |
| Kovács Ágnes      | 2004, Athén          | úszás                      | női 200 m vegyes           |                 |
| Kovács Dezső      | 1936, Berlin         | lovaspóló                  | férfi                      |                 |
| Kovács Edit       | 1972, München        | úszás                      | női 4 × 100 m gyorsváltó   |                 |
| Kovács Gyula      | 1948, London         | birkózás                   | férfi kötöttfogás, 87 kg   |                 |
| Kovács Gyula      | 1952, Helsinki       | birkózás                   | férfi kötöttfogás, 87 kg   |                 |
| Kovács Ilona      | 1980, Moszkva        | kosárlabda                 | női torna                  |                 |
| Kovács Iván       | 1996, Atlanta        | vívás                      | férfi párbajtőr egyéni     |                 |
| Kovács Katalin    | 2008, Peking         | kajak-kenu                 | női kajak egyes 500 m      |                 |
| Kovács Mihály     | 1988, Szöul          | kézilabda                  | férfi torna                |                 |
| Kovács Miklós     | 1956, Melbourne      | sportlövészet              | férfi futóvadlövészet      |                 |
| Kovács Péter      | 1980, Moszkva        | kézilabda                  | férfi torna                |                 |
| Kovács Péter      | 1988, Szöul          | kézilabda                  | férfi torna                |                 |
| Kovács Tamás      | 1976, Montreal       | vívás                      | férfi kard csapat          |                 |
| Kovacsics Miklós  | 1980, Moszkva        | kézilabda                  | férfi torna                |                 |
| Kovacsicz Mónika  | 2008, Peking         | kézilabda                  | női torna                  |                 |
| Kozák Danuta      | 2020, Tokió          | kajak-kenu                 | női kajak egyes 500 m      |                 |
| Kozma István      | 1960, Róma           | birkózás                   | férfi kötöttfogás, +87 kg  |                 |
| Kósz Zoltán       | 1996, Atlanta        | vízilabda                  | férfi torna                |                 |
| Kőbán Rita        | 1996, Atlanta        | kajak-kenu                 | női kajak kettes 500 m     |                 |
| Körmöczi Csaba    | 1976, Montreal       | vívás                      | férfi kard csapat          |                 |
| Kőszegi Bernadett | 1976, Montreal       | röplabda                   | női torna                  |                 |
| Kőszegi Bernadett | 1980, Moszkva        | röplabda                   | női torna                  |                 |
| Köteles Erzsébet  | 1952, Helsinki       | torna                      | női talaj                  |                 |
| Kövessy Margit    | 1928, Amszterdam     | torna                      | női összetett csapat       |                 |
| Krucsó Ferenc     | 1980, Moszkva        | lovaglás                   | díjugratás csapat          |                 |
| Kucsera Gábor     | 2008, Peking         | kajak-kenu                 | férfi kajak kettes 500 m   |                 |
| Kucsera Gábor     | 2008, Peking         | kajak-kenu                 | férfi kajak kettes 1000 m  |                 |
| Kulcsár Győző     | 1976, Montreal       | vívás                      | férfi párbajtőr csapat     |                 |
| Kuna Péter        | 1996, Atlanta        | vízilabda                  | férfi torna                |                 |
| Kurunczy Lajos    | 1924, Párizs         | atlétika                   | férfi 4 × 100 m váltófutás |                 |
| Kutasi Lajos      | 1936, Berlin         | kézilabda                  | férfi torna                |                 |

## L
| Laluska Balázs         | 2004, Athén       | kézilabda                  | férfi torna              |                 |
| Laluska Balázs         | 2012, London      | kézilabda                  | férfi torna              |                 |
| Lantos Gabriella       | 1996, Atlanta     | vívás                      | női tőr csapat           |                 |
| Laufer Béla            | 1976, Montreal    | torna                      | férfi összetett csapat   | [ halott link ] |
| László Erzsébet        | 1980, Moszkva     | kosárlabda                 | női torna                |                 |
| Lékai Máté             | 2012, London      | kézilabda                  | férfi torna              |                 |
| Lele Ambrus            | 1980, Moszkva     | kézilabda                  | férfi torna              |                 |
| Lendvayné Bognár Judit | 1968, Mexikóváros | atlétika                   | női súlylökés            |                 |
| Lendvay Péter          | 2004, Athén       | kézilabda                  | férfi torna              |                 |
| Lengyel Gabriella      | 1976, Montreal    | röplabda                   | női torna                |                 |
| Lengyel Gabriella      | 1980, Moszkva     | röplabda                   | női torna                |                 |
| Lenkei Magda           | 1936, Berlin      | úszás                      | női 4 × 100 m gyorsváltó |                 |
| Likerecz Gyöngyi       | 2004, Athén       | súlyemelés                 | női 75 kg                |                 |
| Littomeritzky Mária    | 1956, Melbourne   | úszás                      | női 100 m pillangó       |                 |
| Liu Shaoang            | 2022, Peking      | rövidpályás gyorskorcsolya | férfi 1500 m             |                 |
| Lővei Mária            | 1976, Montreal    | torna                      | női összetett csapat     |                 |

## M
| Madarász Csilla      | 1960, Róma           | úszás      | női 4 × 100 m gyorsváltó       |                 |
| Madarász Csilla      | 1964, Tokió          | úszás      | női 4 × 100 m gyorsváltó       |                 |
| Magyar Zoltán        | 1976, Montreal       | torna      | férfi összetett csapat         | [ halott link ] |
| Mamusich Tibor       | 1936, Berlin         | evezés     | férfi kormányos nélküli kettes |                 |
| Manhercz Krisztián   | 2024, Párizs         | vízilabda  | férfi torna                    |                 |
| Marosi József        | 1960, Róma           | vívás      | férfi párbajtőr csapat         |                 |
| Marosi László        | 1988, Szöul          | kézilabda  | férfi torna                    |                 |
| Marót Péter          | 1976, Montreal       | vívás      | férfi kard csapat              |                 |
| Márton Anna          | 2020, Tokió          | vívás      | női kard egyéni                |                 |
| Marton István        | 1972, München        | vívás      | férfi tőr csapat               |                 |
| Máthé Tibor          | 1936, Berlin         | kézilabda  | férfi torna                    |                 |
| Medgyesi Judit       | 1980, Moszkva        | kosárlabda | női torna                      |                 |
| Mednyánszki Szilvia  | 1996, Atlanta        | kajak-kenu | női kajak kettes 500 m         |                 |
| Medveczky Erika      | 2020, Tokió          | kajak-kenu | női kajak kettes 500 m         |                 |
| Medveczky Krisztina  | 1976, Montreal       | torna      | női összetett csapat           |                 |
| Menczinger Katalin   | 2012, London         | vízilabda  | női torna                      |                 |
| Mészáros Erika       | 1988, Szöul          | kajak-kenu | női kajak kettes 500 m         |                 |
| Mészáros György      | 1964, Tokió          | kajak-kenu | férfi kajak négyes 1000 m      |                 |
| Mezei Richárd        | 2004, Athén          | kézilabda  | férfi torna                    |                 |
| Mike Róbert          | 2016, Rio de Janeiro | kajak-kenu | férfi kenu kettes 1000 m       |                 |
| Mikler Roland        | 2012, London         | kézilabda  | férfi torna                    |                 |
| Mincza-Nébald Ildikó | 2000, Sydney         | vívás      | női párbajtőr csapat           |                 |
| Mincza-Nébald Ildikó | 2004, Athén          | vívás      | női párbajtőr egyéni           |                 |
| Mizsér Attila        | 1988, Szöul          | öttusa     | férfi egyéni                   |                 |
| Mocsai Tamás         | 2004, Athén          | kézilabda  | férfi torna                    |                 |
| Mocsai Tamás         | 2012, London         | kézilabda  | férfi torna                    |                 |
| Mohamed Aida         | 1996, Atlanta        | vívás      | női tőr csapat                 |                 |
| Mohamed Aida         | 2004, Athén          | vívás      | női tőr egyéni                 |                 |
| Mohamed Aida         | 2008, Peking         | vívás      | női tőr csapat                 |                 |
| Moldrich Antal       | 1956, Melbourne      | öttusa     | férfi csapat                   |                 |
| Molnár Erik          | 2024, Párizs         | vízilabda  | férfi torna                    |                 |
| Molnár Imre          | 1976, Montreal       | torna      | férfi összetett csapat         | [ halott link ] |
| Molnár Péter         | 2016, Rio de Janeiro | kajak-kenu | férfi kajak kettes 200 m       |                 |
| Monostori Attila     | 1996, Atlanta        | vízilabda  | férfi torna                    |                 |
| Munkácsi Antónia     | 1964, Tokió          | atlétika   | női 400 m síkfutás             |                 |
| Muskát László        | 1924, Párizs         | atlétika   | férfi 4 × 100 m váltófutás     |                 |

## N
| Nádas Bence      | 2020, Tokió     | kajak-kenu | férfi kajak kettes 1000 m |  |
| Nádas Tibor      | 1948, London    | evezés     | férfi kormányos négyes    |  |
| Nagy Ádám        | 2024, Párizs    | vízilabda  | férfi torna               |  |
| Nagy Bianka      | 2024, Párizs    | kajak-kenu | női kenu kettes 500 m     |  |
| Nagy Ferenc      | 1936, Berlin    | ökölvívás  | nehézsúly                 |  |
| Nagy Lajos       | 1948, London    | evezés     | férfi kormányos négyes    |  |
| Nagy László      | 2004, Athén     | kézilabda  | férfi torna               |  |
| Nagy László      | 2012, London    | kézilabda  | férfi torna               |  |
| Nagy Mariann     | 1980, Moszkva   | kézilabda  | női torna                 |  |
| Nagy Tímea       | 1996, Atlanta   | vívás      | női párbajtőr csapat      |  |
| Nagy Tímea       | 2000, Sydney    | vívás      | női párbajtőr csapat      |  |
| Nyári Erzsébet   | 1980, Moszkva   | kézilabda  | női torna                 |  |
| Naverrete József | 1996, Atlanta   | vívás      | férfi kard egyéni         |  |
| Németh Ágnes     | 1980, Moszkva   | kosárlabda | női torna                 |  |
| Németh Erzsébet  | 1980, Moszkva   | kézilabda  | női torna                 |  |
| Németh Nándor    | 2024, Párizs    | úszás      | férfi 100 m gyors         |  |
| Németh Zsolt     | 1992, Barcelona | vívás      | férfi tőr csapat          |  |
| Németh Zsolt     | 1996, Atlanta   | vízilabda  | férfi torna               |  |
| Németi Gyula     | 1952, Helsinki  | birkózás   | férfi kötöttfogás, 79 kg  |  |
| Novák Ilona      | 1948, London    | úszás      | női 100 m hát             |  |

## O, Ó
| Oláh Béla       | 1980, Moszkva     | súlyemelés  | férfi, 52 kg           |  |
| Oláh Mihály     | 1980, Moszkva     | lovaglás    | lovastusa csapat       |  |
| Olasz Anna      | 2020, Tokió       | úszás       | női 10 km nyílt vízi   |  |
| Orgonista Olga  | 1932, Lake Placid | műkorcsolya | páros                  |  |
| Oross Tibor     | 1988, Szöul       | kézilabda   | férfi torna            |  |
| Osztrics István | 1976, Montreal    | vívás       | férfi párbajtőr egyéni |  |
| Osztrics István | 1976, Montreal    | vívás       | férfi párbajtőr csapat |  |
| Óvári Éva       | 1976, Montreal    | torna       | női összetett csapat   |  |

## P
| Pajor Kornél        | 1948, St. Moritz  | gyorskorcsolya | férfi 10 000 m            |  |
| Pál Árpád           | 1980, Moszkva     | kézilabda      | férfi torna               |  |
| Pálinger Katalin    | 2008, Peking      | kézilabda      | női torna                 |  |
| Patoh Magda         | 1972, München     | úszás          | női 4 × 100 m gyorsváltó  |  |
| Páli Imre           | 1936, Berlin      | kézilabda      | férfi torna               |  |
| Pálinkás Erzsébet   | 1976, Montreal    | röplabda       | női torna                 |  |
| Pálinkás Erzsébet   | 1980, Moszkva     | röplabda       | női torna                 |  |
| Pályi Margit        | 1928, Amszterdam  | torna          | női összetett csapat      |  |
| Pars Krisztián      | 2008, Peking      | atlétika       | férfi kalapácsvetés       |  |
| Pásztor István      | 2004, Athén       | kézilabda      | férfi torna               |  |
| Payr Hugó           | 1908, London      | birkózás       | férfi kötöttfogás, 93 kg  |  |
| Payr Hugó           | 1908, London      | birkózás       | férfi kötöttfogás, +93 kg |  |
| Pelle István        | 1932, Los Angeles | torna          | akrobatikus ugrás         |  |
| Pelle István        | 1932, Los Angeles | torna          | férfi összetett csapat    |  |
| Pércsi József       | 1972, München     | birkózás       | férfi kötöttfogás, 90 kg  |  |
| Pérez Carlos        | 2004, Athén       | kézilabda      | férfi torna               |  |
| Pérez Carlos        | 2012, London      | kézilabda      | férfi torna               |  |
| Péter Miklós        | 1932, Los Angeles | torna          | függeszkedés              |  |
| Péter Miklós        | 1932, Los Angeles | torna          | férfi összetett csapat    |  |
| Pfeffer Anna        | 1972, München     | kajak-kenu     | női kajak kettes 500 m    |  |
| Pigniczki Krisztina | 2008, Peking      | kézilabda      | női torna                 |  |
| Piti Péter          | 1960, Róma        | birkózás       | férfi kötöttfogás, 87 kg  |  |
| Primász Ágnes       | 2008, Peking      | vízilabda      | női torna                 |  |
| Putics Barna        | 2012, London      | kézilabda      | férfi torna               |  |

## R
| Radó Lucia         | 1976, Montreal   | röplabda   | női torna                  |  |
| Radó Lucia         | 1980, Moszkva    | röplabda   | női torna                  |  |
| Rajcsányi László   | 1936, Berlin     | vívás      | férfi kard egyéni          |  |
| Rákosi Ferenc      | 1936, Berlin     | kézilabda  | férfi torna                |  |
| Rakusz Éva         | 1988, Szöul      | kajak-kenu | női kajak kettes 500 m     |  |
| Risztov Éva        | 2004, Athén      | úszás      | női 400 m vegyes           |  |
| Rózsahegyi Gusztáv | 1924, Párizs     | atlétika   | férfi 4 × 100 m váltófutás |  |
| Rudas Irén         | 1928, Amszterdam | torna      | női összetett csapat       |  |

## S
| Sákovics József    | 1960, Róma      | vívás         | férfi párbajtőr egyéni   |  |
| Sákovics József    | 1960, Róma      | vívás         | férfi párbajtőr csapat   |  |
| Sákovics József    | 1960, Róma      | vívás         | férfi tőr csapat         |  |
| Salgó Endre        | 1936, Berlin    | kézilabda     | férfi torna              |  |
| Samus Ilona        | 1980, Moszkva   | kézilabda     | női torna                |  |
| Sántha Lajos dr.   | 1948, London    | torna         | férfi nyújtó             |  |
| Sátori József      | 1948, London    | evezés        | férfi kormányos négyes   |  |
| Schenker Zoltán    | 1912, Stockholm | vívás         | férfi kard egyéni        |  |
| Schenker Zoltán    | 1924, Párizs    | vívás         | férfi kard egyéni        |  |
| Schmitt Pál        | 1976, Montreal  | vívás         | férfi párbajtőr csapat   |  |
| Schuch Timuzsin    | 2012, London    | kézilabda     | férfi torna              |  |
| Sebők Éva          | 1976, Montreal  | röplabda      | női torna                |  |
| Sebők Éva          | 1980, Moszkva   | röplabda      | női torna                |  |
| Serényi István     | 1936, Berlin    | kézilabda     | férfi torna              |  |
| Sibalin Jakab      | 1988, Szöul     | kézilabda     | férfi torna              |  |
| Sike József        | 1996, Atlanta   | sportlövészet | férfi futócél            |  |
| Siry Emerencia     | 1976, Montreal  | röplabda      | női torna                |  |
| Siry Emerencia     | 1980, Moszkva   | röplabda      | női torna                |  |
| Soltész Árpád      | 1964, Tokió     | kajak-kenu    | férfi kenu kettes 1000 m |  |
| Sós Ildikó         | 2008, Peking    | vízilabda     | női torna                |  |
| Sterbinszky Amália | 1980, Moszkva   | kézilabda     | női torna                |  |
| Stieber Mercédesz  | 2008, Peking    | vízilabda     | női torna                |  |

## Sz
| Szabics Magdolna    | 1980, Moszkva                | kosárlabda  | női torna                  |  |
| Szabó Attila        | 1988, Szöul                  | kajak-kenu  | férfi kenu egyes 500 m     |  |
| Szabó Dezső         | 1992, Barcelona              | atlétika    | férfi tízpróba             |  |
| Szabó József        | 1988, Szöul                  | úszás       | férfi 400 m vegyes         |  |
| Szabó Lajos         | 1980, Moszkva                | birkózás    | férfi szabadfogás, 52 kg   |  |
| Szabó László        | 1988, Szöul                  | kézilabda   | férfi torna                |  |
| Szabó Miklós        | 1956, Melbourne              | atlétika    | férfi 5000 m síkfutás      |  |
| Szabóné Nagy Zsuzsa | 1964, Tokió                  | atlétika    | női 800 m síkfutás         |  |
| Szabó Sándor        | 1972, München                | vívás       | férfi tőr csapat           |  |
| Szalay Gyöngyi      | 1996, Atlanta                | vívás       | női párbajtőr csapat       |  |
| Szalay Gyöngyi      | 2000, Sydney                 | vívás       | női párbajtőr csapat       |  |
| Szalay Sándor       | 1932, Lake Placid            | műkorcsolya | páros                      |  |
| Szalonna Júlianna   | 1980, Moszkva                | röplabda    | női torna                  |  |
| Szalma László       | 1980, Moszkva                | atlétika    | férfi távolugrás           |  |
| Szamoránsky Piroska | 2008, Peking                 | kézilabda   | női torna                  |  |
| Szántay Jenő        | 1908, London                 | vívás       | férfi kard egyéni          |  |
| Szathmári János     | 2004, Athén                  | kézilabda   | férfi torna                |  |
| Szécsényi József    | 1960, Róma                   | atlétika    | férfi diszkoszvetés        |  |
| Szeiler Nándorné    | 1928, Amszterdam             | torna       | női összetett csapat       |  |
| Székely Éva         | 1948, London                 | úszás       | női 200 m mell             |  |
| Szekrényesy Attila  | 1936, Garmisch-Partenkirchen | műkorcsolya | páros                      |  |
| Szekrényesy Piroska | 1936, Garmisch-Partenkirchen | műkorcsolya | páros                      |  |
| Szente András       | 1964, Tokió                  | kajak-kenu  | férfi kajak négyes 1000 m  |  |
| Szentpály Imre      | 1936, Berlin                 | lovaspóló   | férfi                      |  |
| Szigritz Géza       | 1928, Amszterdam             | úszás       | férfi 4 × 200 m gyorsváltó |  |
| Szilágyi István     | 1980, Moszkva                | kézilabda   | férfi torna                |  |
| Szloboda Zsuzsa     | 1976, Montreal               | röplabda    | női torna                  |  |
| Szokolyi Alajos     | 1896, Athén                  | atlétika    | férfi hármasugrás          |  |
| Szomori Sándor      | 1936, Berlin                 | kézilabda   | férfi torna                |  |
| Szöllősi Ilona      | 1928, Amszterdam             | torna       | női összetett csapat       |  |
| Szöllősi Imre       | 1964, Tokió                  | kajak-kenu  | férfi kajak négyes 1000 m  |  |
| Szremkó Krisztina   | 2008, Peking                 | vízilabda   | női torna                  |  |
| Szuchy Katalin      | 1980, Moszkva                | kosárlabda  | női torna                  |  |
| Szűcs Gabriella     | 2008, Peking                 | kézilabda   | női torna                  |  |
| Szűcs Gabriella     | 2012, London                 | vízilabda   | női torna                  |  |
| Szűcs Gabriella     | 2016, Rio de Janeiro         | vízilabda   | női torna                  |  |

## T
| Tábori László    | 1956, Melbourne      | atlétika      | férfi 1500 m síkfutás      |                 |
| Takács Gyula     | 1936, Berlin         | kézilabda     | férfi torna                |                 |
| Takács János     | 1988, Szöul          | birkózás      | férfi kötöttfogás, 74 kg   |                 |
| Takács Katalin   | 1964, Tokió          | úszás         | női 4 × 100 m gyorsváltó   |                 |
| Takács Orsolya   | 2008, Peking         | vízilabda     | női torna                  |                 |
| Takács Orsolya   | 2012, London         | vízilabda     | női torna                  |                 |
| Takács Orsolya   | 2016, Rio de Janeiro | vízilabda     | női torna                  |                 |
| Tarr Gyula       | 1952, Helsinki       | birkózás      | férfi kötöttfogás, 66 kg   | [ halott link ] |
| Tass Olga        | 1956, Melbourne      | torna         | női összetett egyéni       |                 |
| Temesvári Anna   | 1960, Róma           | úszás         | női 4 × 100 m gyorsváltó   |                 |
| Tima Ferenc      | 1948, London         | atlétika      | férfi 4 × 100 m váltófutás |                 |
| Toldi Ödön       | 1908, London         | úszás         | férfi 200 m mell           |                 |
| Tomann Rozália   | 1980, Moszkva        | kézilabda     | női torna                  |                 |
| Torma Ágnes      | 1976, Montreal       | röplabda      | női torna                  |                 |
| Torma Ágnes      | 1980, Moszkva        | röplabda      | női torna                  |                 |
| Tomori Zsuzsanna | 2008, Peking         | kézilabda     | női torna                  |                 |
| Tóth Ferenc      | 1948, London         | birkózás      | férfi szabadfogás, 62 kg   |                 |
| Tóth Frank       | 1996, Atlanta        | vízilabda     | férfi torna                |                 |
| Tóth Gábor       | 1988, Szöul          | birkózás      | férfi szabadfogás, 90 kg   |                 |
| Tóth Géza        | 1960, Róma           | súlyemelés    | férfi, 82,5 kg             |                 |
| Tóth Géza        | 1988, Szöul          | kézilabda     | férfi torna                |                 |
| Tóth Gyula       | 1956, Melbourne      | birkózás      | férfi szabadfogás, 67 kg   |                 |
| Tóth Ildikó      | 2012, London         | vízilabda     | női torna                  |                 |
| Tóth Ildikó      | 2016, Rio de Janeiro | vízilabda     | női torna                  |                 |
| Tóth Judit       | 1928, Amszterdam     | torna         | női összetett csapat       |                 |
| Tóth Krisztina   | 2000, Sydney         | asztalitenisz | női páros                  |                 |
| Tóth László      | 1996, Atlanta        | vízilabda     | férfi torna                |                 |
| Tóth Margit      | 1976, Montreal       | torna         | női összetett csapat       |                 |
| Tótka Sándor     | 2016, Rio de Janeiro | kajak-kenu    | férfi kajak kettes 200 m   |                 |
| Törő András      | 1964, Tokió          | kajak-kenu    | férfi kenu egyes 1000 m    |                 |
| Turóczy Judit    | 1964, Tokió          | úszás         | női 4 × 100 m gyorsváltó   |                 |
| Turóczy Judit    | 1972, München        | úszás         | női 4 × 100 m gyorsváltó   |                 |

## U
| Uhereczky Ferenc | 1924, Párizs | kerékpározás | férfi tandem   |  |
| Ujlaky Virginie  | 2008, Peking | vívás        | női tőr csapat |  |
| Újvári Antal     | 1936, Berlin | kézilabda    | férfi torna    |  |

## V
| Vadkerti Attila   | 2012, London         | kézilabda    | férfi torna                |  |
| Vadnai Jonatán    | 2024, Párizs         | vitorlázás   | férfi ILCA 7 (Laser)       |  |
| Valkai Ágnes      | 2008, Peking         | vízilabda    | női torna                  |  |
| Valter Attila     | 2024, Párizs         | kerékpározás | férfi egyéni mezőnyverseny |  |
| Vámos Márton      | 2024, Párizs         | vízilabda    | férfi torna                |  |
| Vanya Mária       | 1980, Moszkva        | kézilabda    | női torna                  |  |
| Varga Dénes       | 2024, Párizs         | vízilabda    | férfi torna                |  |
| Varga Gabriella   | 2008, Peking         | vívás        | női tőr csapat             |  |
| Varga János       | 1972, München        | birkózás     | férfi kötöttfogás, 57 kg   |  |
| Varga Viktória    | 2004, Athén          | súlyemelés   | női +75 kg                 |  |
| Varga Zsolt       | 1996, Atlanta        | vízilabda    | férfi torna                |  |
| Varró József      | 1980, Moszkva        | lovaglás     | díjugrás csapat            |  |
| Vas Kata Blanka   | 2020, Tokió          | kerékpározás | női terepverseny           |  |
| Vas Kata Blanka   | 2024, Párizs         | kerékpározás | női egyéni mezőnyverseny   |  |
| Vasbányai Henrik  | 2016, Rio de Janeiro | kajak-kenu   | férfi kenu kettes 1000 m   |  |
| Vass Sándor       | 1980, Moszkva        | kézilabda    | férfi torna                |  |
| Velkey Ferenc     | 1936, Berlin         | kézilabda    | férfi torna                |  |
| Vereckei Ákos     | 2000, Sydney         | kajak-kenu   | férfi kajak egyes 500 m    |  |
| Veres Győző       | 1968, Mexikóváros    | súlyemelés   | férfi, 82,5 kg             |  |
| Verrasztó Dávid   | 2020, Tokió          | úszás        | férfi 400 m vegyes         |  |
| Vertebics Gyöngyi | 1980, Moszkva        | kosárlabda   | női torna                  |  |
| Vérten Orsolya    | 2008, Peking         | kézilabda    | női torna                  |  |
| Vigvári Vince     | 2024, Párizs         | vízilabda    | férfi torna                |  |
| Vincze Balázs     | 1996, Atlanta        | vízilabda    | férfi torna                |  |
| Vogel Soma        | 2024, Párizs         | vízilabda    | férfi torna                |  |

## W
| Wanié András   | 1928, Amszterdam | úszás      | férfi 4 × 200 m gyorsváltó |  |
| Wannie Rezső   | 1928, Amszterdam | úszás      | férfi 4 × 200 m gyorsváltó |  |
| Wichmann Tamás | 1980, Moszkva    | kajak-kenu | férfi kenu egyes 500 m     |  |
| Winter Ilona   | 1980, Moszkva    | kosárlabda | női torna                  |  |

## Z
| Zágon Miklós          | 1948, London | evezés    | férfi kormányos négyes |  |
| Zalánki Gergő         | 2024, Párizs | vízilabda | férfi torna            |  |
| Zantleitner Krisztina | 2008, Peking | vízilabda | női torna              |  |
| Zimonyi Róbert        | 1948, London | evezés    | férfi kormányos négyes |  |
| Zubai Szabolcs        | 2012, London | kézilabda | férfi torna            |  |